# 住友商事マシネックス
住友商事マシネックス株式会社（すみともしょうじマシネックス）は、工作機械専門商社で、住友商事の子会社。

## 沿革
- 1962年（昭和37年）2月 - 友精機工株式会社として設立。本社は大阪市に置いた。資本金150万円。
- 1997年（平成9年）4月 - 住商マシネックス株式会社に社名変更。
- 2004年（平成16年）5月 - 住友商事マシネックス株式会社に社名変更。本社を東京都中央区晴海に移転。